# آتیلا کایا (خواننده)
آتیلا کایا (زاده ۸ مارس ۱۹۶۴-درگذشته در ۱۴ فوریه ۲۰۰۸ در استانبول) خواننده موسیقی کلاسیک ترکیه بود. وی نواختن ویولن را در سن ۱۳ سالگی آموخت و در کنسرواتوار موسیقی دولتی استانبول آموختن موسیقی فانتزی ترکی را آغاز کرد.
در سال ۱۹۸۳ در کلوپ «میدنایت» که صاحب آن ابراهیم تاتلیسس بود بر روی صحنه به نوازندگی پیانو و خوانندگی پرداخت. در همان سال‌ها با حسن بورا مدیر برنامه مشهور، در سن ۲۰ سالگی آلبوم معروف «دختر همسایه» را وارد بازار کرد. در سال ۱۹۸۸ آلبومی بنام «Taverna'da Virtiöz 89» (تاوِرنا موسیقی فانتزی ترکیه‌ای را گویند) به بازار عرضه کرد که با فروش بالا و موفقیت چشمگیری مواجه شد. قطعه «Adını Yollara Yazdım» از همین آلبوم ترانه معروف و برگزیده‌ای شد.
آتیلا کایا که در جوانی به شهرت بسیاری دست یافته بود بدلیل اعتیاد به مصرف الکل به بیماری التهاب کبد دچار شد و دوران شهرتش به سرعت رو به افول گذاشت.
آتیلا کایا در ۱۴ فوریه ۲۰۰۸ در سن ۴۴ سالگی هنگام عمل جراحی بر روی عفونت پلاتین پایش بدلیل نارسایی کبد درگذشت.